# Volva
Volva (en norrè, vǫlva) és sinònim de bruixa.
S'espera que totes les dones nòrdiques i germàniques estiguin versades en la màgia, algunes dones més que d'altres.
En la major part de les tribus germàniques, així com en els vikings, són els grups de dones sàvies, bruixes o sacerdotesses, que generalment vivien solteres (encara que no necessàriament en el celibat) i que podien, segons sembla, viatjar soles on volguessin sense por. Una dona que portava la vara de bruixa mai rebria mal.
Es van aliar amb les dees del destí i així exercien el més gran dels poders. En el context de l'edat dels vikings nòrdics, aquestes dones van ser anomenades völvur, singular: völva. La traducció literal d'aquest títol és ‘vareta de casar’.
Aquests van ser un temps i edat en els quals les bruixes van ser honorades, venerades i buscades com a dones sàvies, curanderes, profetes, oracles, xamans i sacerdotesses. Les sagues mostren que si una bruixa venia a visitar una casa, el senyor i la senyora de la casa li donaven el tron a ella, un gest molt palès que indica que la bruixa tenia una autoritat superior. La bruixa primigènia era la dea Freia, que va introduir l'art de seiðr (‘destinació, màgia, xamanisme’).
En les fonts literàries, les bruixes nòrdiques tenen els seus predecessors en les tribus alemanyes, descrits per autors romans com Tàcit. En la majoria de les tribus alemanyes, nodrits grups de dones eren conegudes pels romans com a Matronae, ‘mares’. Aquestes "mares" viatjaven amb les bandes de guerra i els exèrcits i van donar assessoria estratègica als líders de guerra, basada en l'endevinació oracular. També realitzaven sacrificis i altres serveis religiosos. A més a més, hi ha una descripció particular de les dones que van ser utilitzades com a oracles, igual que en l'antiga Grècia i les tradicions romanes (és a dir, l'oracle de Delfos).
Una d'aquestes dones va ser Vèleda dels brúcters, que fa dos mil anys va portar la seva gent a una revolta contra els romans mitjançant les seves profecies. Ara es pensa en general que Vèleda no és en realitat un nom, sinó un títol, que significa ‘vident’. Segons Tàcit, aquesta va tenir condició divina entre els alemanys.
La importància de la bruixa —avantpassada mítica en la història de l'univers que està relatant— es fa evident quan ella es passa diverses estrofes relatant com la bruixa original va entrar en el món dels ansos i dels humans com una volva operativa després d'un judici de la iniciació, l'ensenyament de l'art de seiðr a les dones humanes, i més tard als déus masculins.
La volva molt bé podria ser l'equivalent nòrdic d'un xaman; fins i tot, la seva vareta té el seu equivalent en el personal femení dels xamans siberians. Així, tant Freia i l'antiga volva que van viure abans d'hora poden representar la «volva ancestral» que va crear el camí de la bruixa, amb el seu seiðr, galdr i altres arts màgiques.